# Poblado de Doña Blanca

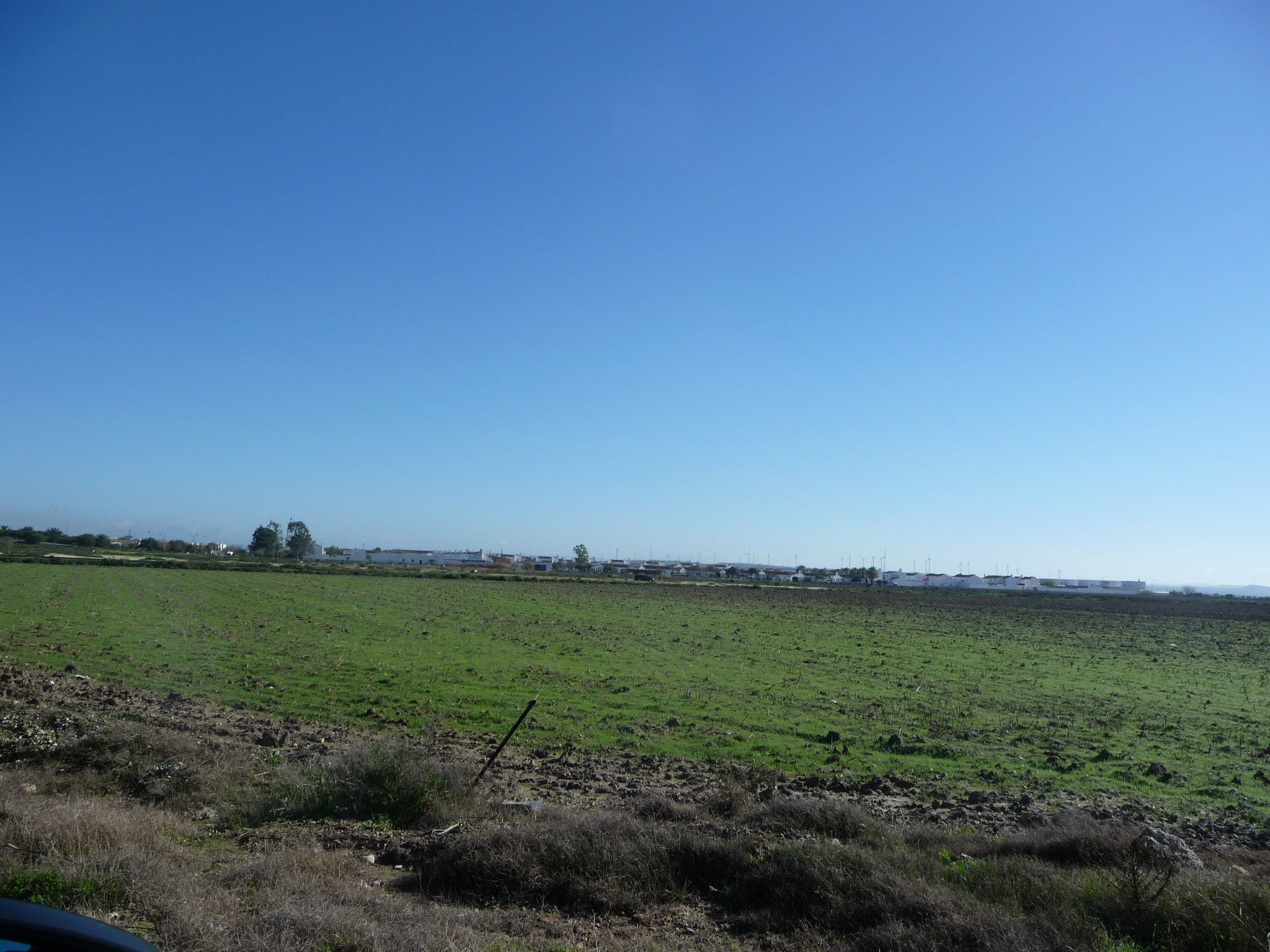
Poblado.

El poblado de Doña Blanca es una pedanía de El Puerto de Santa María.

## Historia

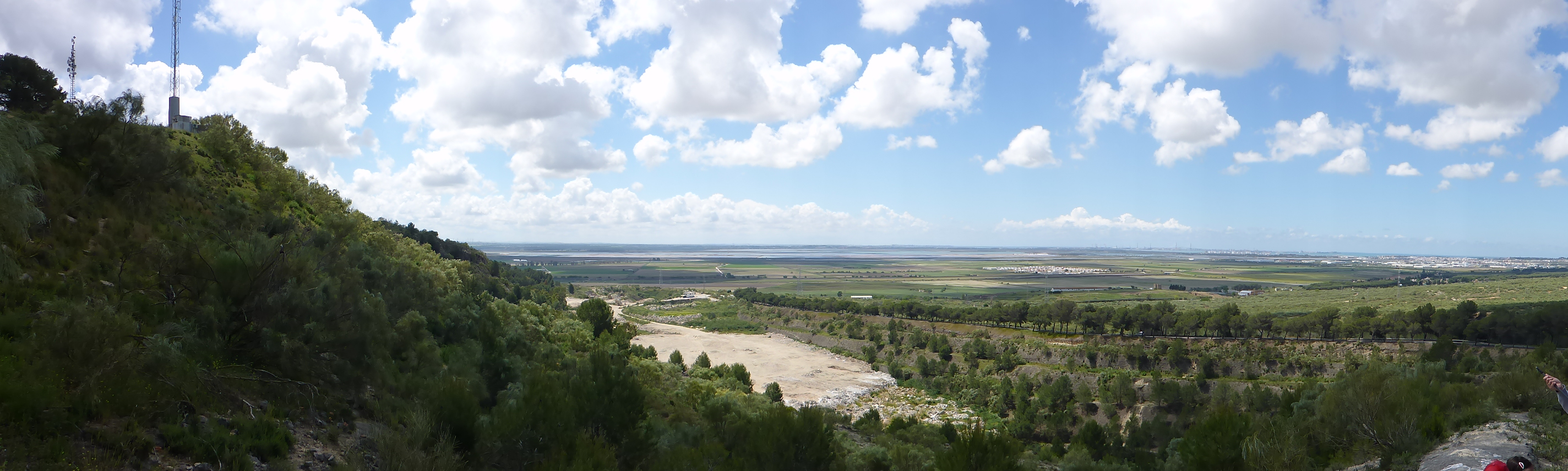
El Poblado desde la Sierra de San Cristóbal

Es un pueblo de colonización que empieza a gestarse en 1955 para, sobre todo, dar cabida a las personas perjudicadas por la expropiación de terrenos para la construcción de la base de Rota. En 1960 ya hay 56 colonos viviendo en barracones provisionalmente construidos, en 1964 se comienzan las obras del pueblo, a finales de 1968 los colonos comienzan a vivir en el pueblo, en 1970 la población era ya de 210 habitantes; en principio, se le pensó ubicar el pueblo en la finca Manchón de Hierro, cerca del Pinar de Coig, Hijuela de Tiro y Baldíos de Santo Domingo, pero el ayuntamiento de El Puerto de Santa María se oponía y se decidió entonces el emplazamiento actual, al otro lado de las vías del tren, en la marisma. Para el pueblo se barajaban nombres como Guadalete del Caudillo o La Piedad, pero finalmente se optó por el de Doña Blanca, como la torre cercana del siglo XV donde Pedro I de Castilla, conocido como Pedro "El Cruel" tuvo recluida a su esposa Doña Blanca de Borbón, que se encuentra enterrada en el monasterio de San Francisco de Jerez por orden de los Reyes Católicos, que además ordenaron un entierro real.

## Localización
El poblado de Doña Blanca está situado a seis kilómetros de El Puerto de Santa María, se llega a él por la autovía del Sur en la salida 649 y desde ahí enlazar con la CA-3106, o bien por la carretera El Portal la A-2002 y desviándose a la derecha a unos tres kilómetros si vienes de El Puerto de Santa María.
Está junto al yacimiento de Doña Blanca, de origen fenicio, Junto al Guadalete.

## Economía
El poblado vive principalmente de la agricultura, aunque sufre frecuentes anegaciones por el arroyo El Carrillo.

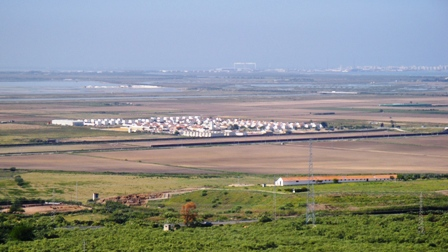
Poblado

## Servicios
- C.P. Castillo de Doña Blanca
- Iglesia San José Obrero
- Bar Miguel A.

## Fiestas y eventos
Doña Blanca realiza cada año diversas fiestas populares para la participación de todos los habitantes, como pueden ser:
- Fiesta popular de verano: Tradicional fiesta que cuenta con un recinto como puede ser una caseta de feria y tres fabulosos días sin descanso, en la plaza San Cristóbal. La fiesta consta de diversos concursos (playbacks, carreras de sacos, de cinta en bici...) y música, orquesta, barra...
- Cruz de Mayo
- Halloween: Después de salir los niños a por sus caramelos y demás, se realiza una fiesta con barra, y concurso del mejor disfraz.
- Carnaval: Fiesta con barra, DJ y concurso del mejor disfraz para todos los públicos.